# Панкалиери
Панкалиѐри (на италиански: Pancalieri; на пиемонтски: Pancalé, Панкале) е село и община в Метрополен град Торино, регион Пиемонт, Северна Италия. Разположено е на 243 m надморска височина. Към 1 януари 2020 г. населението на общината е 2046 души, от които 319 са чужди граждани.